# Quäkerbüro

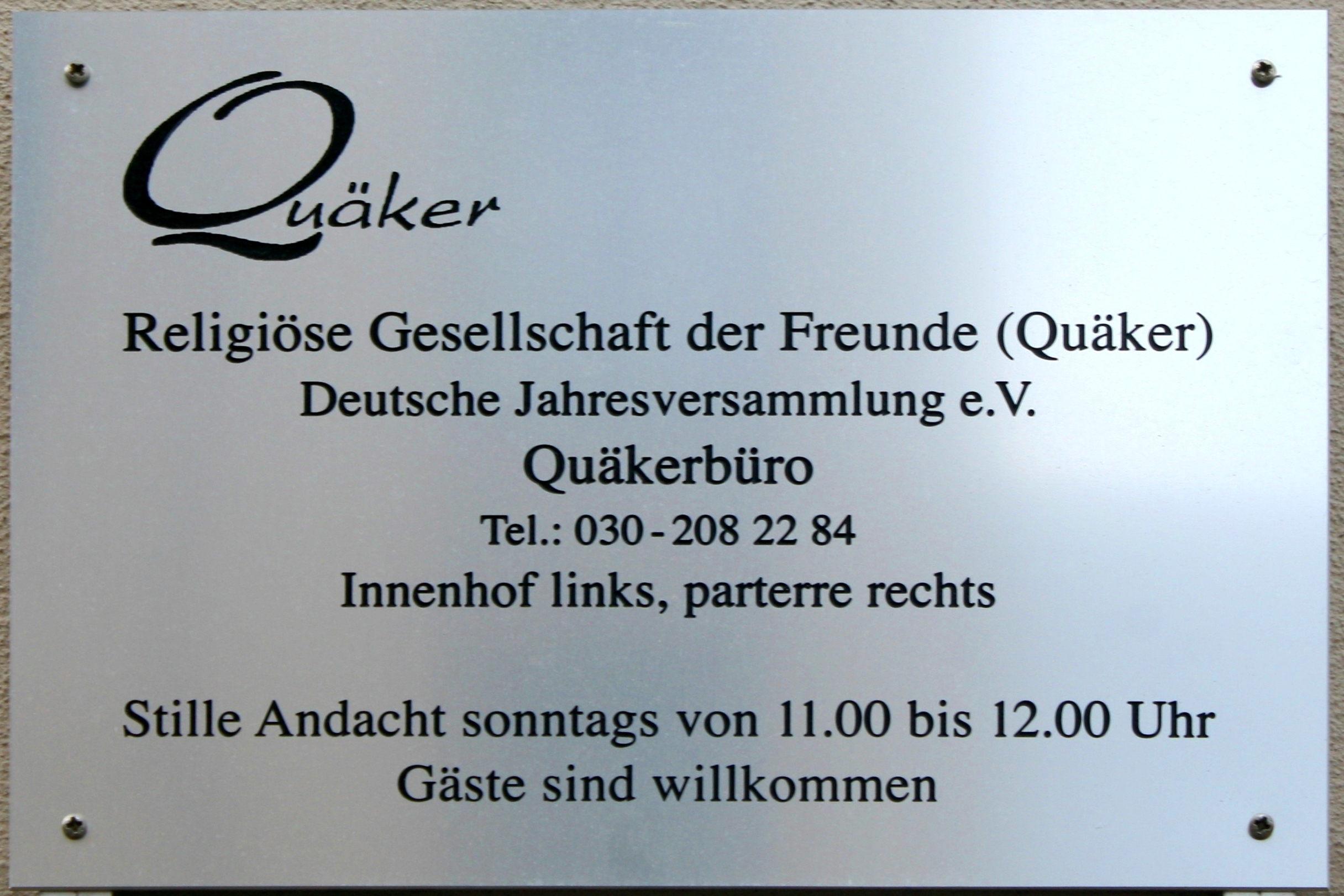
Schild des Quäkerbüros am Eingang des Gebäudes Planckstraße 20 in Berlin

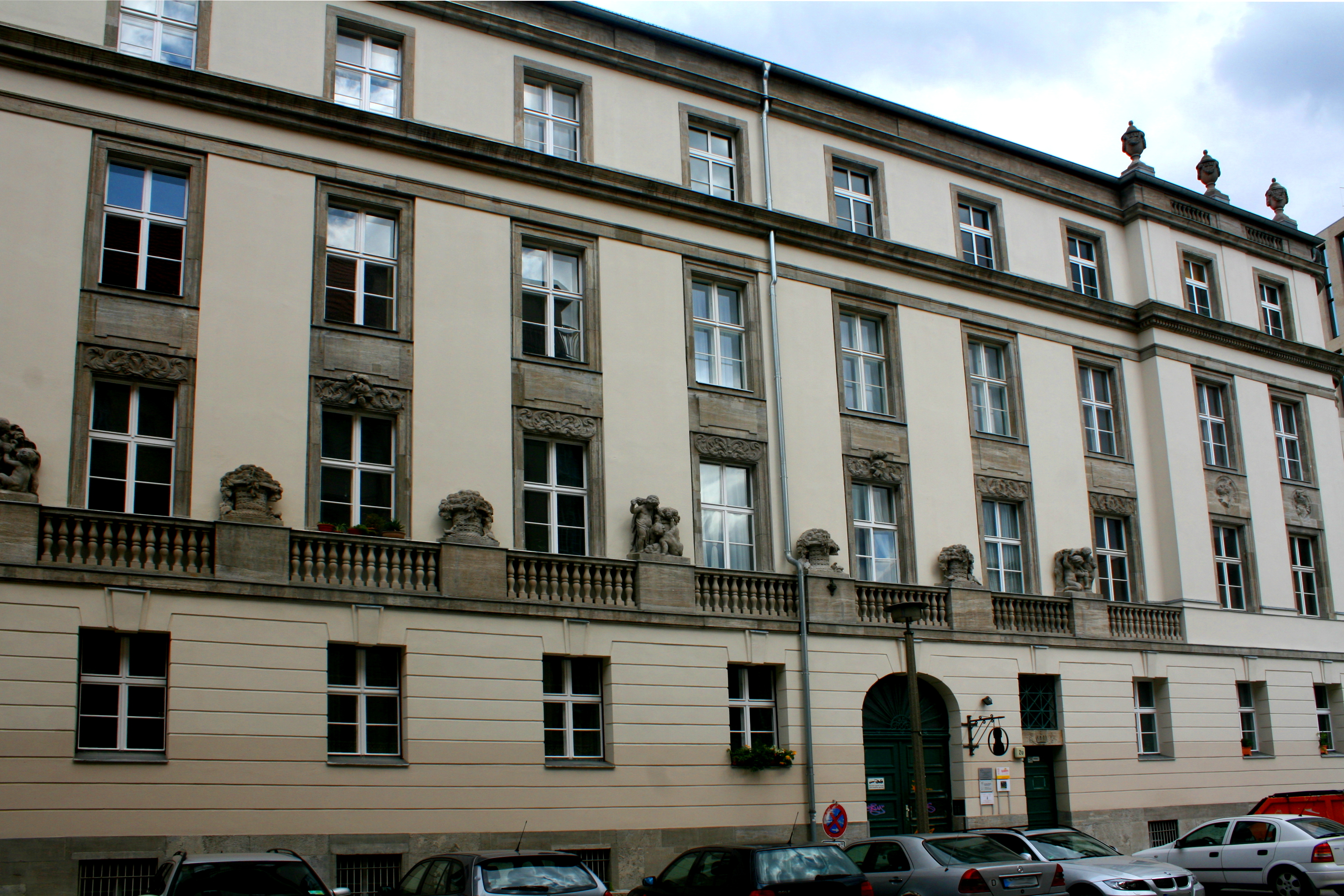
Fassade des denkmalgeschützten Gebäudes in der Berliner Planckstraße 20

Als Quäkerbüro wird eine Immobilie in Berlin bezeichnet, die der Deutschen Jahresversammlung der Quäker gehört.

## Geschichte
Seine Anfänge nahm das Quäkerbüro nach dem Ersten Weltkrieg in der Dorotheenstraße als Gründung von britischen und nordamerikanischen Quäkern mit dem Ziel, ihre gemeinsame Arbeit zur Linderung der Not zu koordinieren. Diese Arbeit ging als sogenannte Quäkerspeisung in die Geschichte ein.
Im November 1925 zog das damals so benannte „Internationale Büro“ in die Prinz-Louis-Ferdinand-Str. 5, heute Planckstraße 20. Die Räumlichkeiten befinden sich bis heute dort, in der unmittelbaren Nähe zum S- und U-Bahnhof Friedrichstraße, der (heutigen) Humboldt-Universität und dem Regierungsviertel. Die Räumlichkeiten befinden sich im Erdgeschoss des Seitenflügels des denkmalgeschützten Hauses und umfassen heute einen Andachtsraum, die Bibliothek und ein Büro.
Dem Büro stand zunächst ein „Internationales Sekretariat“ vor, was aus je einem amerikanischen, einem britischen und einem deutschen Quäker bestand. Die ersten Mitarbeiter waren Thomas Kelly und Richard Cary. Nach letzterem wurde die so genannte Richard-Cary-Vorlesung benannt, die alljährlich fester Bestandteil und Höhepunkt der Jahresversammlung ist.
Mit dem Abebben der Not und dem Aufstieg des Nationalsozialismus verlagerte sich die Arbeit in Richtung Auswanderungshilfe. Das Quäkerbüro wurde zur Anlaufstelle derer, die von keiner anderen Institution Hilfe erwarten konnten. Von hier aus wurde z. B. an den so genannten „Kindertransporten“ mitgearbeitet. Herausragende Persönlichkeiten dieser Zeit waren u. a. Corder und Gwen Catchpool (Britische Jahresversammlung) und Gilbert MacMaster (USA).
Mit Kriegseintritt der USA verließ im Sommer 1941 der letzte ausländische Quäker das Büro. Noch bis Juli 1942 wurde das Büro von Olga Halle und Martha Röhn weiter geführt. Während des Krieges fanden weiterhin Andachtsversammlungen, Geschäftsversammlungen und Gruppenabende statt. In dieser Zeit wirkte auch Emil Fuchs in den Räumen.
1947 wurde von der Deutschen Jahresversammlung beschlossen, die Räumlichkeiten wieder für sich in Betrieb zu nehmen. So wurden die Räumlichkeiten renoviert, um die Schäden durch Bombeneinwirkungen zu beseitigen. Die ersten Schreiber nach dem Krieg waren Willy Wohlrabe und Gerhard Schwersensky, Geschäftsführende  Schreiberin war Margarethe Lachmund. Bis 1969 wurde es noch als Geschäftsstelle der Deutschen Jahresversammlung genutzt, bis auf Drängen der DDR-Regierung die Deutsche Jahresversammlung geteilt wurde.
In der Zeit von 1962 bis 1972 nutzten die Räume auch Repräsentanten des American Friends Service Committee, um vermittelnd zwischen Ost und West zu wirken. Diese Aktivitäten hatten aber nicht mehr die Intensität wie zu Zeiten vor dem Krieg. Ab 1960 nahm die Besucherzahlen stetig ab, so dass schließlich nur noch zwei bis drei Teilnehmer anwesend waren.
Später wurden aus Kostengründen einzelne Räume untervermietet, etwa an das Institut für Vergleichende Staat-Kirche-Forschung.
Nach der Wiedervereinigung der beiden deutschen Jahresversammlungen 1990 wurde das Büro wieder als Geschäftsstelle genutzt. Heute ist die Immobilie nach dem Kauf das Eigentum der Deutschen Jahresversammlung. Von Juni bis August 2007 wurden die Räumlichkeiten komplett saniert und z. T. auf ihren ursprünglichen Grundriss zurückgebaut. Das Büro verfügt nun über moderne sanitäre Einrichtungen, Küche und Büros. Die sonntäglichen Andachten werden mittlerweile regelmäßig und rege von zum Teil internationalen Gästen besucht. Die Andachtsräume sind für bis zu 30 Personen ausgelegt – eine Zahl, die in den regulären Andachten aber selten erreicht wird.

## Nachweise
- "Quäker aus Politik, Wissenschaft und Kunst: Ein biographisches Lexikon", Claus Bernet, ISBN 9783883094694, hier Kapitel Corder Catchpool, Gilbert MacMaster, Margarete Lachmund, Willy Wohlrabe.
- "Quäker", 5/2006, 80. jg., Seite 217, ISSN 1619-0394
- "Quäker", 5/2005, Seite 225, ISSN 1619-0394
- "Quäker", 1/2008, 82. jg., Seite 41, ISSN 1619-0394
- Selbstdarstellung